# 阿尔巴尼亚的地堡

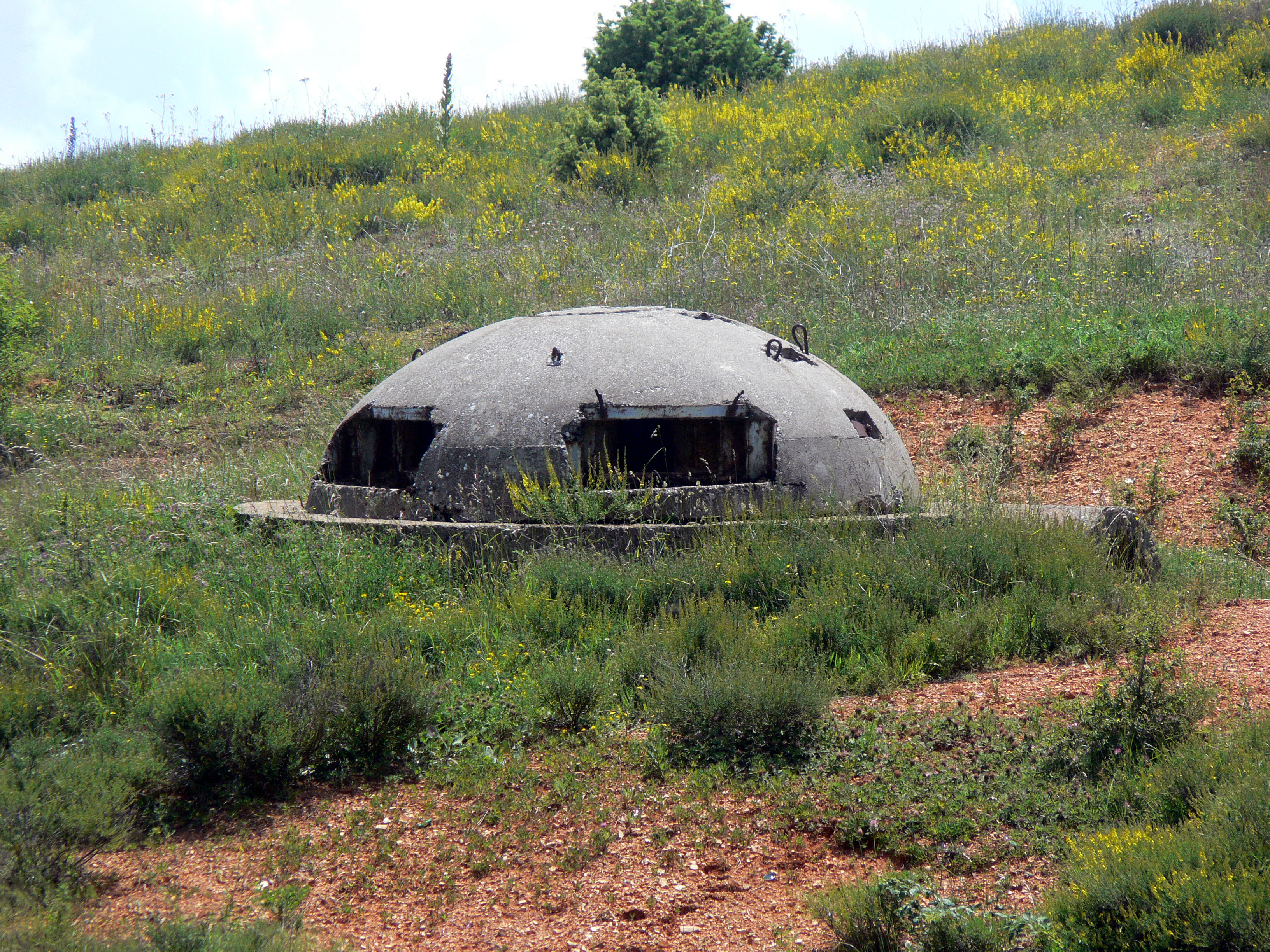
一座建于霍查时代的地堡，位于科尔察州波格拉德茨，摄于2007年

在阿尔巴尼亚，混凝土军事地堡随处可见，平均每平方千米有5.7个地堡。这些地堡是1960年代—1980年代，由恩维尔·霍查领导的阿尔巴尼亚劳动党政府建造的，当时政府通过修建超过75万个地堡来强化阿尔巴尼亚的防御。
霍查的“地堡化”计划导致地堡在当时的阿尔巴尼亚社会主义人民共和国的各个角落建成，从山口到城市街道都有。然而，在霍查时代，这些地堡从未被用于其预期的目的。修建这些地堡的费用耗尽了阿尔巴尼亚的资源，分散了对该国住房短缺和道路破败问题的关注。
1991年阿尔巴尼亚劳动党政府瓦解后，这些地堡被废弃。少数在1997年内乱和1999年科索沃战争中被使用。如今，大多数地堡已经荒废，但一些被重新利用，用作住宅、咖啡馆、仓库，以及动物或无家可归者的庇护所。